# Salome Chepchumba
Salome Chepchumba, född den 29 september 1982, är en kenyansk friidrottare som tävlar i hinderlöpning.
Chepchumba deltog vid VM 2005 i Helsingfors där hon slutade femma på tiden 9.37,39. Hon blev senare trea vid IAAF World Athletics Final 2006 i Stuttgart på tiden 9.29,58.

## Personliga rekord
- 3 000 meter hinder - 9.26,07